# Tian Shan
Le Tian Shan (chinois : 天山 ; pinyin : tiān shān ; litt. « montagnes célestes » ; parfois orthographié Tien Shan), aussi appelé Tangri Tagh (en langues turciques tangri, « ciel (Dieu) » et tagh, « montagne ») ou Tengir-Too, est une chaîne de hautes montagnes d'Asie centrale située au nord-ouest du bassin du Tarim (occupé en grande partie par le désert du Taklamakan).

## Géographie

### Situation, topographie

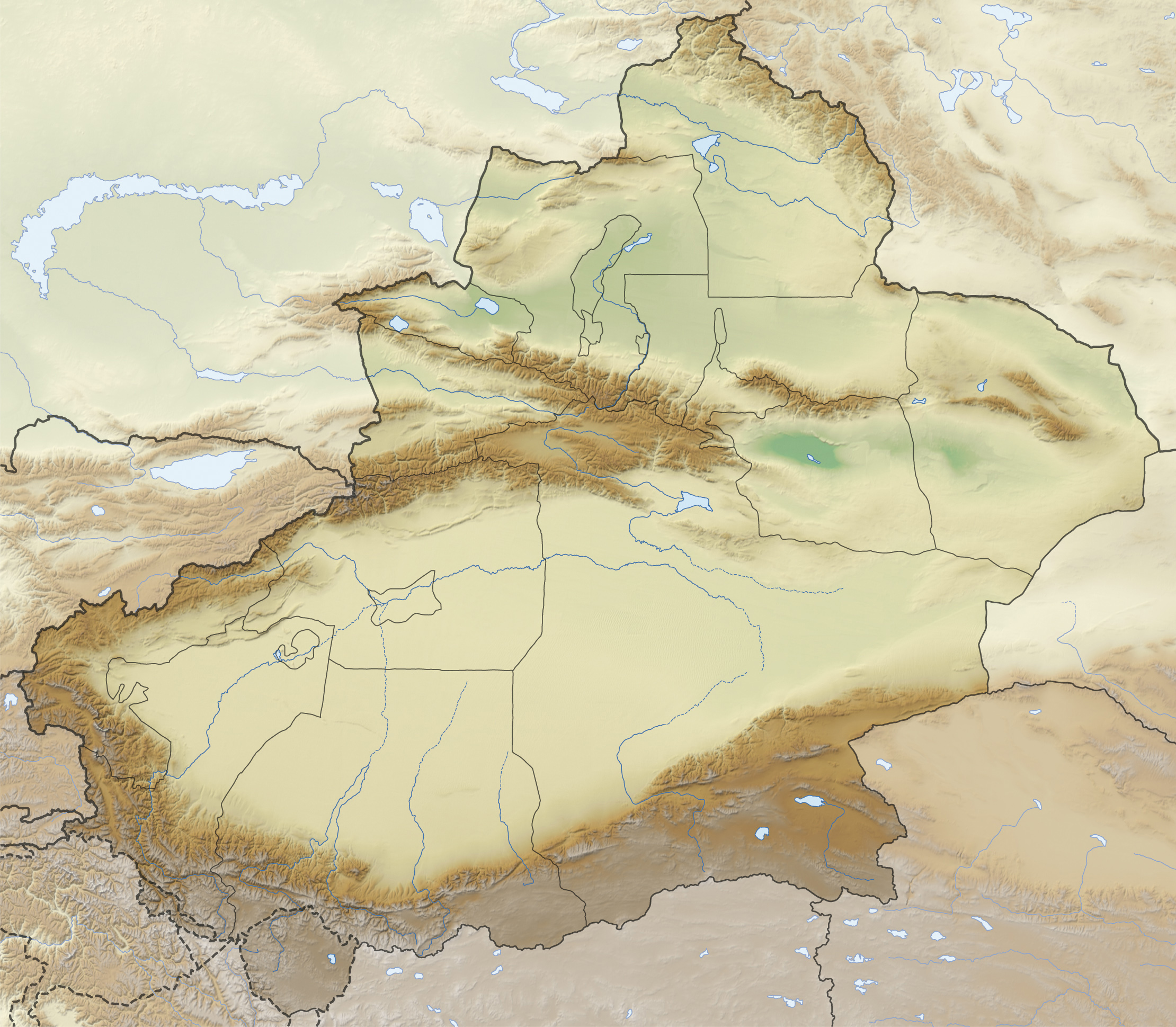
Carte du relief du Xinjiang avec le Tian Shan, au centre, entre le bassin du Tarim, au sud, et la Dzoungarie, au nord.

La chaîne s'étend d'est en ouest à partir du territoire de la province chinoise du Xinjiang. Longeant la frontière sud du Kazakhstan avec le Kirghizistan, elle se termine à l'ouest en rejoignant le côté nord des montagnes du Pamir. D'est en ouest, leur longueur totale est de 2 500 km pour une largeur nord-sud de 100 à 400 km. La longueur de la section sur le territoire chinois est de 1 700 km, soit les deux tiers de la surface totale. Au Kirghizistan, les monts Tian sont situés au sud-est de la mer intérieure que forme le lac salé d'Yssyk Koul.
Le Tian Shan est formé d'une série de horsts cristallins séparés par des fossés tectoniques. Il s'agit notamment de l'Ala Too de Dzoungarie qui comprend le massif de Bogdo Oula qui atteint 5 445 m d'altitude et l'Ala Too transilien qui se divise entre l'Ala Too de Khoungei qui domine la ville de Bichkek et le Kalgar qui se dresse entre les gorges de l'Ili et du Tchou. Le principal alignement du Tian Shan s'intercale entre le sillon de l'Yssyk Koul et de la vallée du Syr-Daria. À la frontière sino-kirghize, se trouvent les sommets principaux tels que le Jengish Chokusu (7 439 m), anciennement pic Pobedy, et le pic Khan Tengri (7 010 m). C'est là que se situe le plus grand glacier d'Asie centrale, le glacier Inylchec. L'altitude moyenne est de 4 000 m.

### Hydrographie
Il y a 15 953 glaciers dans le massif, d'une surface totale de 15 416,41 km2, représentant un volume de glace de 1 048,247 km3. 9 081 de ces glaciers (57 % des glaciers du massif) sont sur le territoire chinois, soit une surface de 9 235,96 km2 (59,9 % de la surface de glaciers dans le massif) et un volume de glace de 1 011,748 km3, (96,5 % du volume de glace du massif entier).
Le lac Yssyk Koul, d'une superficie de 6 236 km2, se situe à une altitude de 1 606 m, ce qui en fait le deuxième plus grand lac de montagne du monde après le lac Titicaca.

### Géologie

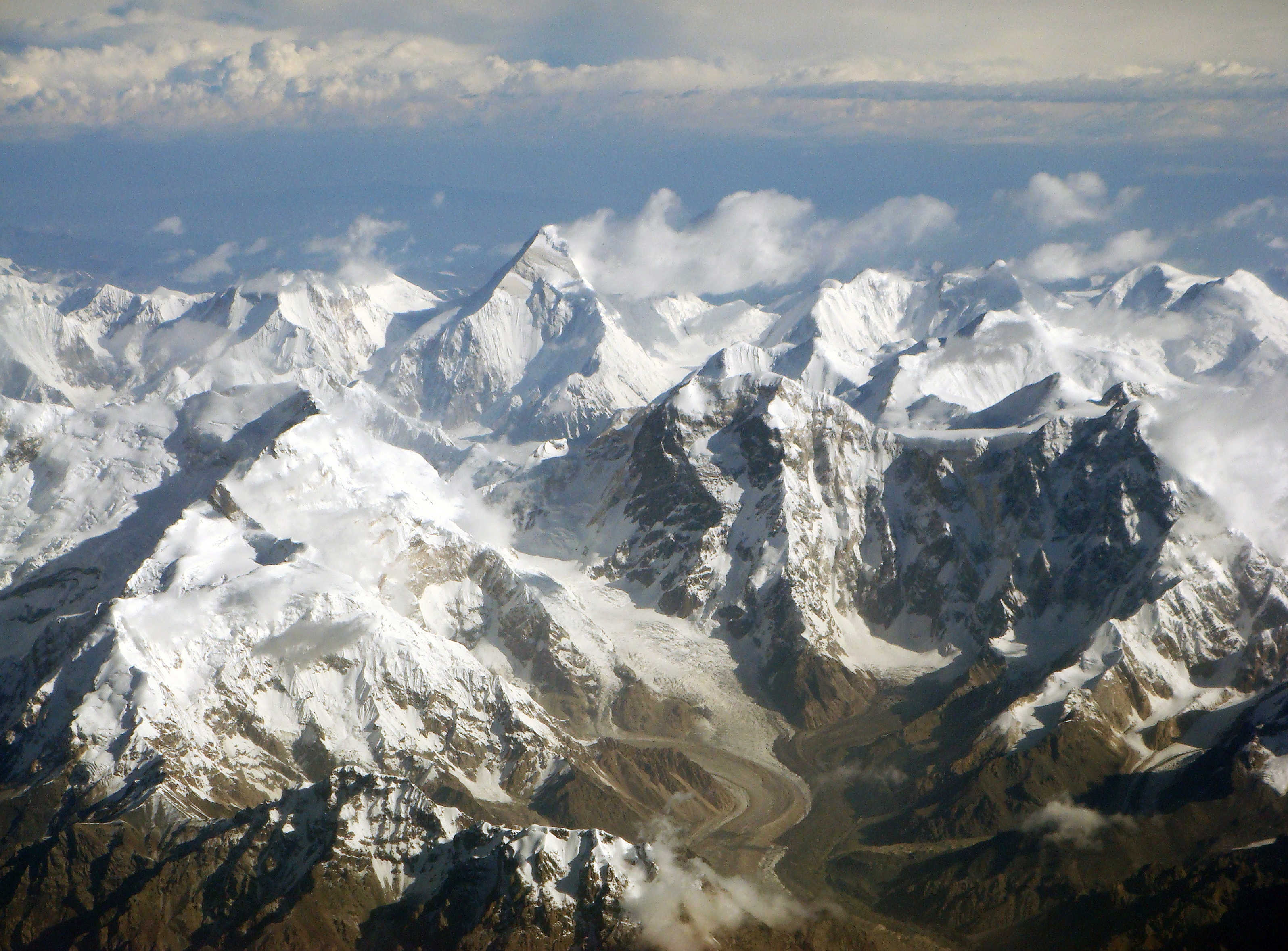
Le massif du Khan Tengri (7010 m).

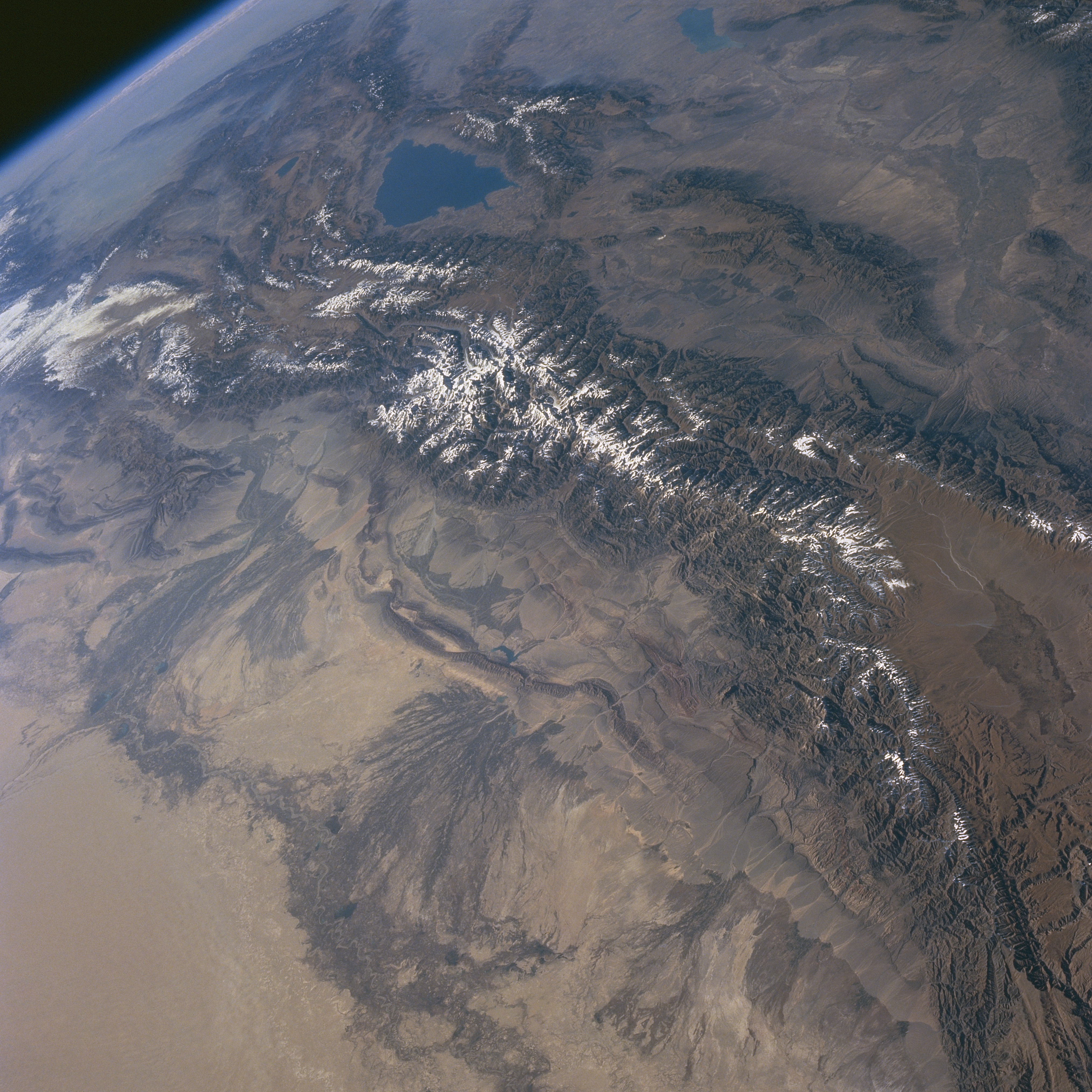
Vue des monts Tian depuis l'espace, en octobre 1997, avec le lac Yssyk Koul au nord, au Kyrgyzstan.

Depuis le Précambrien (600 millions d'années), les monts Tian sont passés de l'état d'ancien continent à celui d'ancienne mer, s'élevant en montagnes érodées en pénéplaine puis relevés de nouveau en hautes montagnes. Les mouvements tectoniques récents ont joué un rôle décisif dans la configuration actuelle de cette montagne, formant d'énormes chaînes et des bassins avec failles et terrasses. Des couches de sédiments très épaisses se sont accumulées dans les bassins, érodées par la suite en canyons et en falaises formant les grands paysages de canyons rouges du Tertiaire.

### Climat
Les montagnes du Tianshan sont une division naturelle entre les zones mi-tempérées et tempérées chaudes du Xinjiang. Les flancs sud et nord du pic Tomur présentent respectivement de très nettes différences de précipitations, sol et végétation. Le climat du flanc nord est de type montagnard semi-humide, celui du flanc sud est de type semi-aride.

### Faune
L'est du Tian Shan abrite plus de 400 espèces animales, dont des représentants d'espèces en danger à des degrés divers tels que l'once (Uncia uncia ou léopard des neiges ; IUCN 2009 ; CITES 2007), le cygne chanteur (Cygnus cygnus ; IUCN 2009 ; CITES 2007), le cerf élaphe (Cervus elaphus ; IUCN 2009), le podoce de Biddulph (Podoces biddulphi ; IUCN 2009), l'argali (Ovis ammon ; IUCN 2009), l'ibex de Sibérie (Capra sibirica ; IUCN 2009), etc..
La population totale des léopards des neiges, localisée en Asie du Centre et du Sud-Est, est d'environ 2 500 individus dont plus de 1 650 dans le Xinjiang. Sur les flancs du pic Tomur (Jengish Chokusu) on en trouve plus de 600, servis par de bonnes populations d'espèces proies notamment d'argalis et de yanghirs.

### Flore
L'est du Tian Shan possède l'éventail de distribution botanique le plus complet dans le Tian Shan : désert, steppes désertiques, arbustes, forêts de vallées, forêts de fruitiers sauvages (pommiers, abricotiers, noyers, pruniers, etc.), forêts mixtes d'épicéa et d'arbres à feuilles caduques, populations de Picea schrenkiana, cyprès et buissons, prairies alpines, et des glaciers et sommets enneigés. Elle inclut les principales formations écologiques du Tian Shan, telles que Picea schrenkiana, Malus sieversii, Armenica vulgaris, Betula tianschanica, Populus tremula, Juniperus sabina, Juniperus pseudosabina, Tamarix ramosissima, Haloxylon ammodendron, Bothriochloa ischaemum, Thylacospermum caespitosum, etc. Elle contient plus de 1 800 espèces de plantes, dont des plantes en danger de disparition (l'orchidée Goodyera repens par exemple ; CITES 2007) et des plantes endémiques (Saussurea involucrata, Tulipa sinkiangensi, etc.)
Picea schrenkiana, fossile vivant pour l'évolution biologique, est une espèce ancienne d'arbre remontant au Tertiaire et sa distribution est limitée au Tian Shan. La réserve naturelle de Gongnaisi (Xinjiang) est riche en arbres de 70 mètres de hauteur, de 1,7 mètre de diamètre et représentant 50 m3 de volume de bois.
Les forêts de fruitiers sauvages, notamment pour le pommier sauvage Malus sieversii, représentent une richesse génétique exceptionnelle et essentielle dans la lutte contre les maladies de tous les cultivars des espèces concernées. En effet, ces espèces sauvages cohabitant dans le Tian Shan (Kazakhstan et Chine principalement) montrent une résistance inhabituelle aux maladies, notamment la tavelure du pommier. Cette réponse face aux maladies est en elle-même une indication sûre de la richesse de leur génome par rapport à celui de leurs descendants domestiques.

## Histoire

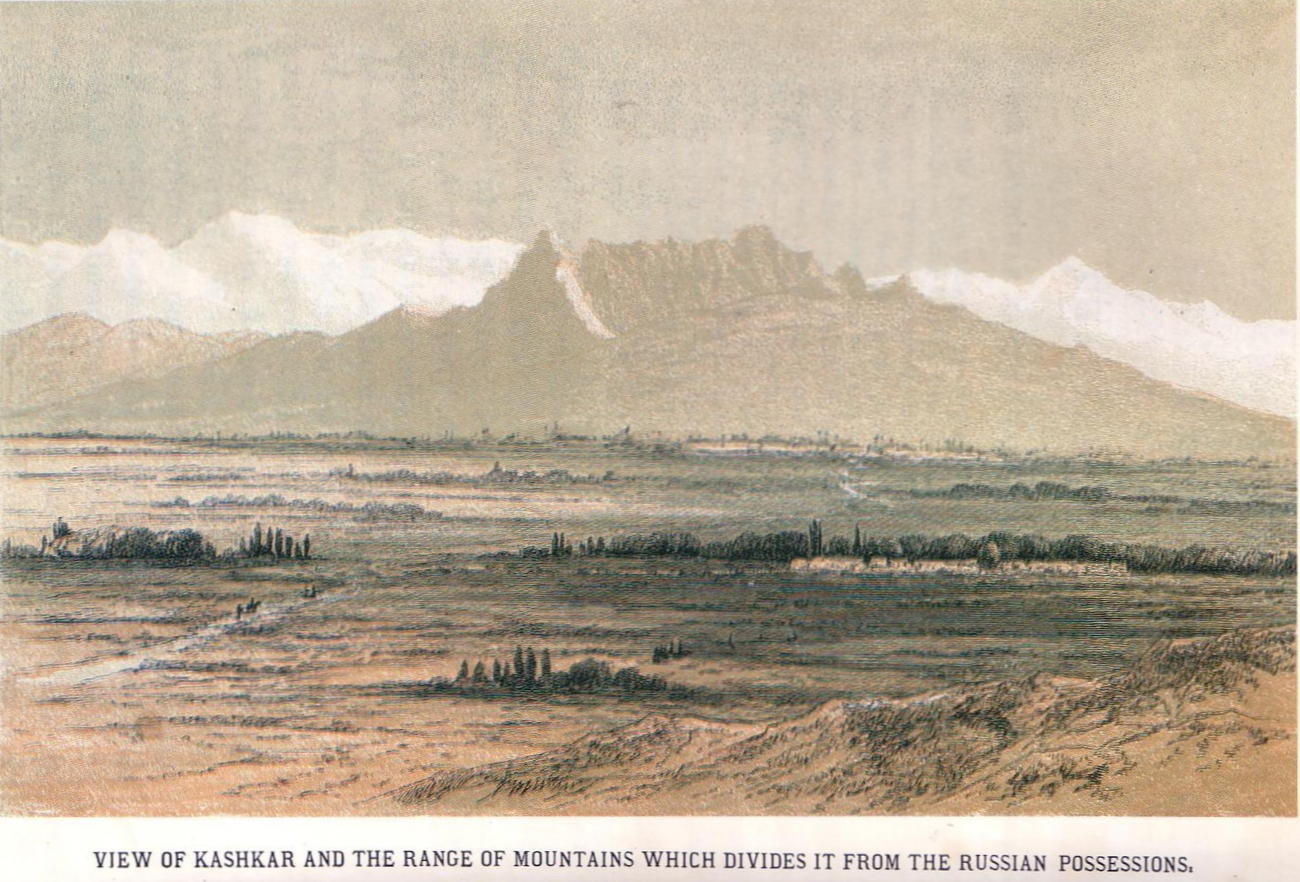
La ville de Kashgar et les montagnes qui la séparent du Turkestan russe, par Robert Barkley Shaw, 1868.

Les villes-oasis de la route de la soie, dont une branche contournait par le nord le désert du Taklamakan du bassin du Tarim, sont situées en contrebas de la face sud des Tian Shan. À Kashgar, situé en Chine, à l'extrême pointe occidentale du bassin du Tarim, cette route coupait à travers les montagnes du Tian Shan en bifurquant vers le nord et vers Bishkek. Un système d’irrigation datant des IIIe et IVe siècles a été retrouvé dans la région par des archéologues, sur environ 200 ha divisés pour la culture du millet, de l’orge, du blé et du raisin.
Les monts Tian font partie des monts sacrés du tengrisme.
Deux cents kilomètres à l'est de Bishkek, les monts Tian autour d'Almaty sont le berceau de Malus sieversii, récemment confirmé comme l'ancêtre commun à tous les cultivars de pommiers (le nom d'Almaty ou Alma-Ata en kazakh signifie « grand-père des pommes »).
Le premier explorateur du Tian Shan est l'explorateur russe Piotr Semionov qui a parcouru la région en 1857. En 1902, il est suivi par Gottfried Merzbacher qui effectue un travail d'exploration beaucoup plus complet. Après la révolution russe en 1917, les explorations soviétiques attribuent la primauté en altitude au Jengish Chokosu (7 439 m). En 1929, une première expédition explore la région du le glacier Inylchec et la chaîne du Tangri Tagh. Faisant suite à cette expédition, l'arête ouest du Khan Tengri (7 010 m), point culminant de cette chaîne, est gravie en 1931 par l'équipe menée par Mikhaïl Pogrebezky. Les ascensions se succèdent ensuite, la plus remarquable étant celle en 1974 de la face nord du Khan Tengri, haute de 2 600 m par 15 alpinistes menés par E. Mislowski et B Studenin.

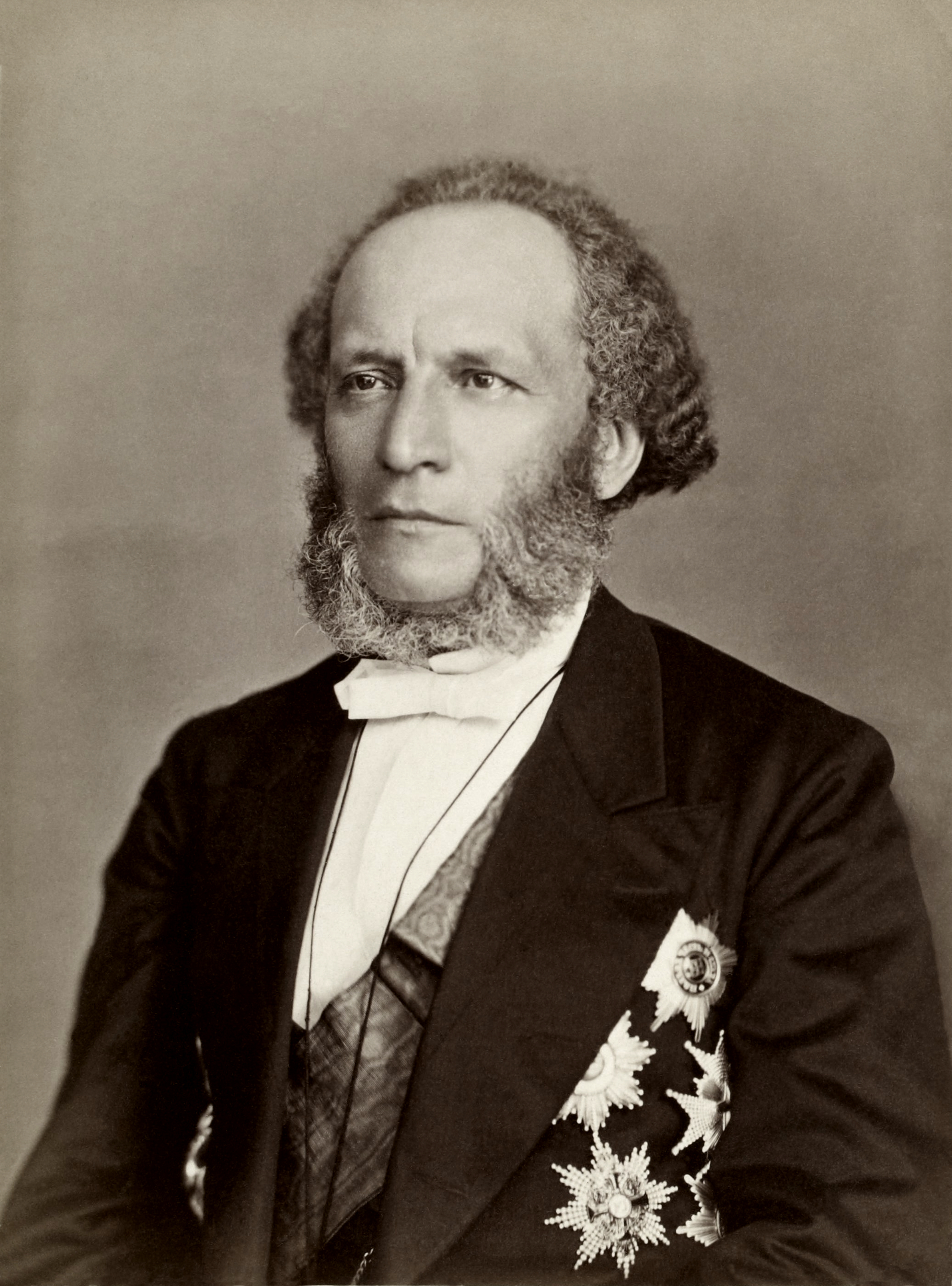
Piotr Semionov-Tian-Chanski, explorateur russe de cette région au XIXe siècle.
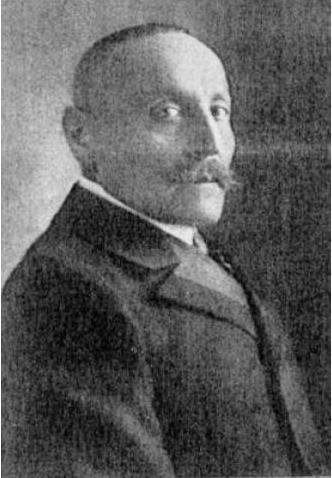
Gottfried Merzbacher, explorateur et photographe allemand de cette région au début du XXe siècle.
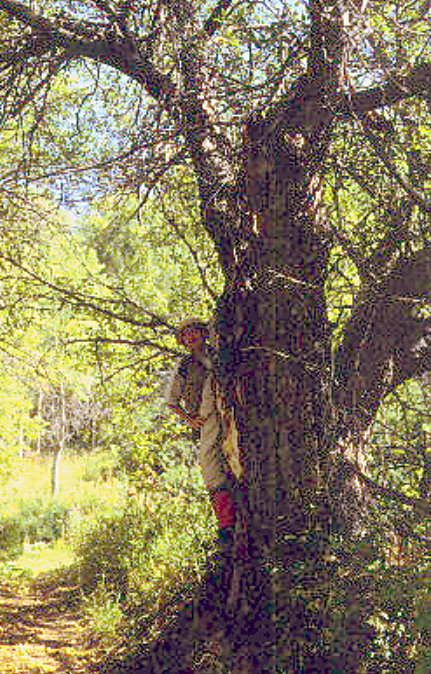
Malus sieversii âgé de 300 ans au Kazakhstan.

## Activités

### Protection environnementale
La partie orientale des monts Tian, présentée candidate au patrimoine mondial de l'UNESCO en 2010 par la Chine, inclut six réserves naturelles nationales de Chine : la réserve naturelle nationale de Tomur (N 41°50, E 80°20), la réserve naturelle nationale de Kuerdening (N 43°10, E 83°00), le parc national de Tianshan Tianchi (N 43°50, E 88°13), la réserve naturelle nationale de Bayinbuluke (N 44°40, E 88°50), le parc national de Sayram (N 42°50, E 84°15) et le parc national de Nalaty (N 43°15, E 84°00).
La réserve naturelle nationale du Pic Tomur est la seule réserve naturelle parmi les vingt-cinq présentes dans le Xinjiang, à protéger des écosystèmes de montagnes. Située à six kilomètres au sud du tripoint des frontières de la Chine, du Kazakhstan et du Kyrgyzstan, elle comprend 23,76 millions d'hectares situés dans le district administratif du Wensu faisant partie de la région autonome du Xinjiang. Elle couvre une grande partie des monts Tian en territoire chinois.